# 梅艷芳影視作品列表
梅艷芳影視作品列表（英語：filmography of Anita Mui Yim Fong），本條目列舉香港已故歌手兼演員梅豔芳的影视作品，介绍香港已故女歌手兼影視圈女演員梅艷芳曾参与演出過之以及投资的電影和电视剧集等。

## 電視劇集
| 首播   | 劇名           | 角色             | 合作演員                       | 電視台   |
| 1980年 | 《人在江湖》   | Winnie（客串）   |                                | 麗的電視 |
| 1980年 | 《小小心願》   | 股民             |                                | 麗的電視 |
| 1981年 | 《女媧行動》   | 小娟（客串）     | 周星馳、余安安、朱江           | 麗的電視 |
| 1981年 | 《武俠帝女花》 | 次要角色         |                                | 麗的電視 |
| 1981年 | 《甜甜廿四味》 | 公司同事（客串） |                                | 麗的電視 |
| 1981年 | 《對對糊》     | 次要角色         |                                | 麗的電視 |
| 1983年 | 《香港八三》   | 阿芳（客串）     |                                | 無綫電視 |
| 1984年 | 《香江花月夜》 | 方芷湄（女主角） | 蔣麗萍，景黛音，苗僑偉，吳君如 | 無綫電視 |

## 電影
| 首播   | 片名                                | 角色                      | 合作演員                                                                             | 導 演                        |
| 1983年 | 《瘋狂83 》                         | 紅線女（客串）            | 馮淬帆、梁朝偉、 顏國樑、黃日華、翁美玲、羅君左:                                     | 楚原                         |
| 1983年 | 《表錯七日情》                      | 阿芳（客串）              | 鍾鎮濤、葉童、陳友                                                                   | 張堅庭                       |
| 1983年 | 《叔侄縮窒》                        | 梅艷芳（客串）            | 梅愛芳                                                                               |                              |
| 1984年 | 《緣份》                            | Anita                     | 張國榮、張曼玉、陳友                                                                 | 黃泰來                       |
| 1985年 | 《歌舞昇平》                        | 方傲兒 （方帶金、Jannie） | 黃霑、羅素、楊雪儀                                                                   | 余允抗                       |
| 1985年 | 《祝您好運》                        | 阿芝                      | 萬梓良、陳思佳、曹查理                                                               | 袁祥仁                       |
| 1985年 | 《青春差館》                        | 溫柔英                    | 梁朝偉、曾華倩、呂方                                                                 | 邱家雄                       |
| 1986年 | 《壞女孩》                          | 方艷梅（阿芳）            | 陳友、上山安娜、胡渭康、關朝聰、盧業瑂                                               | 蕭嘉榮                       |
| 1986年 | 《偶然 (電影)》                     | Anita Chou                | 張國榮、葉童、王祖賢                                                                 | 楚原                         |
| 1986年 | 《殺妻2人組》                       | Anita                     | 周潤發、鍾鎮濤、王祖賢                                                               | 鍾鎮濤                       |
| 1986年 | 《神探朱古力》                      | 喬嬌嬌                    | 許冠文、許冠英、胡慧中                                                               | 陳欣健                       |
| 1986年 | 《歡樂叮噹》                        | 夜總會歌星（客串）        | 許冠文、鍾楚紅、董驃、許冠英                                                         | 許冠文                       |
| 1987年 | 《小生夢驚魂》                      | 阿梅（客串）              | 周潤發、曾志偉、苗橋偉、朱寶意、張曼玉                                               | 劉家榮                       |
| 1987年 | 《一屋兩妻》                        | 百佳（阿佳），元东        | 陳友、夏文汐、鍾鎮濤、吳君如                                                         | 陳友                         |
| 1987年 | 《開心勿語》                        | 梅大香                    | 曾志偉、柏安妮、袁潔瑩、陳嘉玲、草蜢                                                 | 曾志偉                       |
| 1988年 | 《胭脂扣》                          | 如花                      | 張國榮、萬梓良、朱寶意                                                               | 關錦鵬                       |
| 1988年 | 《一妻兩夫》                        | 百佳（客串），元东        | 陳友、鍾鎮濤、鍾楚紅、夏文汐                                                         | 陳友                         |
| 1988年 | 《公子多情》                        | Anita Ko （TA姐）         | 周潤發、曾志偉、成奎安、李美鳳、利智、王小鳳                                         | 霍耀良                       |
| 1988年 | 《黑心鬼》                          | 梅賽花、梅蘭花            | 陳友、莫少聰、午馬、葉德嫻                                                           | 陳會毅                       |
| 1989年 | 《奇蹟》                            | 楊露明                    | 成龍、葉蘊儀、午馬、董驃、歸亞蕾                                                     | 成龍                         |
| 1989年 | 《英雄本色3：夕陽之歌》             | 周英傑（阿傑）            | 周潤發、梁家輝、時任三郎、石堅                                                       | 徐克                         |
| 1990年 | 《富貴兵團》                        | 草木蘭                    | 譚詠麟、劉德華、曾志偉、陳百祥、成奎安                                               | 鄭則士                       |
| 1990年 | 《亂世兒女》                        | 宋家璧 （Mary Sung）      | 林子祥、元彪、洪金寶、林憶蓮                                                         | 泰迪羅賓                     |
| 1990年 | 《川島芳子》                        | 川島芳子 （金碧輝、東珍） | 劉德華、爾冬陞、陳玉蓮、謝賢                                                         | 方令正                       |
| 1991年 | 《賭聖延續篇:賭霸》                 | 梅姊（妹頭、妹姐）        | 鄭裕玲、鍾鎮濤、吳孟達、吳君如、盧冠廷                                               | 劉鎮偉                       |
| 1991年 | 《何日君再來》                      | 吳梅伊                    | 梁家輝、曾江、吳家麗、徐少強                                                         | 區丁平                       |
| 1991年 | 《豪門夜宴》                        | 自己（客串）              | 曾志偉、鄭裕玲、梁家輝、關之琳、林子祥、張曼玉、劉嘉玲、張學友、王祖賢、梁朝偉、鞏俐 | 徐克、高志森、張堅庭、張同祖 |
| 1991年 | 《九一神鵰俠侶》                    | 美君及其姐姐              | 劉德華、劉嘉玲、鍾鎮濤、郭富城、葉蘊儀                                               | 元奎、黎大煒                 |
| 1992年 | 《審死官》                          | 宋李氏 （宋夫人）         | 周星馳、朱咪咪、吳嘉麗、吳孟達、梁家仁                                               | 杜琪峰                       |
| 1992年 | 《戰神傳說》                        | 月牙兒                    | 劉德華、鍾鎮濤、張曼玉                                                               | 洪金寶                       |
| 1993年 | 《東方三俠》                        | 東東（女飛俠）            | 張曼玉、楊紫瓊、劉松仁、黃秋生、白石千、秦沛                                         | 杜琪峰                       |
| 1993年 | 《濟公》                            | 觀音大士（客串）          | 周星馳、張曼玉、黃秋生                                                               | 杜琪峰                       |
| 1993年 | 《新仙鶴神針》                      | 白雲飛                    | 梁朝偉、關之琳、劉松仁、張豐毅                                                       | 陳木勝                       |
| 1993年 | 《現代豪俠傳》                      | 東東（女飛俠）            | 張曼玉、楊紫瓊、劉青雲、劉松仁、金城武、黃秋生                                       | 杜琪峰                       |
| 1993年 | 《逃學威龍三之龍過雞年》            | 湯朱迪 （Judy）           | 周星馳、張敏、周海媚、黃秋生、朱咪咪                                                 | 王晶                         |
| 1994年 | 《醉拳II》                          | 黃飛鴻小媽(後母)          | 成龍、狄龍                                                                           | 劉家良                       |
| 1995年 | 《紅番區》                          | Elaine                    | 成龍、葉芳華                                                                         | 唐季禮                       |
| 1995年 | 《給爸爸的信)/赤子威龙/父子武状元》 | 方逸華 （女警）           | 李連杰、謝苗                                                                         | 元奎                         |
| 1996年 | 《金枝玉葉2》                       | 方艷梅（方姐）            | 張國榮、袁詠儀、曾志偉、陳小春、李綺紅、劉嘉玲                                       | 陳可辛                       |
| 1996年 | 《運財智叻星》                      | 天王巨星梅艷芳（客串）    | 陳百祥、袁詠儀、王敏德、鍾丽缇                                                       | 王晶                         |
| 1997年 | 《半生緣》                          | 顧曼璐                    | 黎明、吳倩蓮、葛優、吳辰君、黃磊、王志文                                             | 許鞍華                       |
| 2000年 | 《煙飛煙滅》                        | Gladys                    | 張國榮、莫文蔚、王力宏、梁詠琪、容祖兒                                               | 張國榮                       |
| 2001年 | 《鍾無艷》                          | 齊宣王、齊桓公            | 鄭秀文、張柏芝、林雪、黃浩然                                                         | 杜琪峰、韋家輝               |
| 2001年 | 《慌心假期》                        | Michelle                  | 純名里沙、任達華、譚俊彥                                                             | 張之亮                       |
| 2001年 | 《男歌女唱》                        | 朱維德                    | 黃子華、許紹雄、田蕊妮、錢嘉樂                                                       | 鄒凱光                       |
| 2001年 | 《愛君如夢》                        | 張天娜（Tina姐、張小姐 ） | 劉德華、吳君如、林家棟、陳冠希、鄭中基、林子聰、應采兒                               | 劉偉強                       |
| 2002年 | 《男人四十》                        | 陳文靖                    | 張學友、林嘉欣、譚俊彥                                                               | 許鞍華                       |
| 2003年 | 《十面埋伏》                        | 大姐                      |                                                                                      | 张艺谋                       |

## 單元劇、音樂/個人特輯
| 年份 | 名稱                     |
| ---- | ------------------------ |
| 1984 | 我要結婚                 |
| 1984 | 三色梅艷芳               |
| 1988 | 梅艷芳之夢裏風情         |
| 1989 | 梅艷芳巴西熱浪嘉年華     |
| 1991 | 梅艷芳飛越舞台十載情     |
| 1994 | 梅艷芳音樂特輯之情歸何處 |
| 1997 | 梅艷芳音樂特輯之三誓盟   |
| 2001 | 梅艷芳芳華絕代傾情夜     |
| 2003 | 梅艷芳真心相聚           |

## 主持
- 1984 亞洲青年流行音樂會
- 1986 龍鳳呈祥賀台慶
- 1990 萬千星輝賀台慶
- 1991 第10屆香港電影金像獎頒獎典禮
- 1991-1995 翡翠歌星賀台慶
- 1992 歡樂滿東華
- 1992 第15屆十大中文金曲獎頒獎典禮
- 1994 反翻版行動

## 廣播劇
| 年份 | 劇名         | 角色         |
| ---- | ------------ | ------------ |
| 1988 | 鬼咁多情     | 梅翠芳       |
| 1989 | 年輕只有一次 | 欧雪君       |
| 1996 | 雪融後的餘溫 | 阿梅、梅月童 |
| 1999 | 情書         | Helen        |

## 音樂獎項
| 年份 | 獎項 |
| ---- | --- |
| 1982 | 第1屆新秀歌唱大賽 - 冠軍 |
| 1983 | 第12屆東京音樂節 - 亞洲特別獎、TBS獎 |
| 1983 | IFPI香港唱片年會 - 新人獎 |
| 1983 | 第6屆十大中文金曲頒奬音樂會 - 金典奬（赤的疑惑） |
| 1983 | 第1屆十大勁歌金曲頒奬典禮 - 金曲奬（赤的疑惑、交出我的心） |
| 1983 | 十大勁歌金曲季選 - 金曲奬（赤的疑惑、交出我的心、赤的衝擊） |
| 1983 | 第5屆中文歌曲擂台獎 -《赤的疑惑》 |
| 1983 | 第7屆金唱片頒獎典禮 - 白金唱片（《心債》） |
| 1984 | 第7屆十大中文金曲頒奬音樂會 - 金曲奬（似水流年） |
| 1984 | 第7屆十大中文金曲頒奬音樂會 - 最佳唱片封套（《飛躍舞台》） |
| 1984 | 第2屆十大勁歌金曲頒奬典禮 - 金曲奬（似水流年） |
| 1984 | 十大勁歌金曲季選 - 金曲奬（似水流年、飛躍舞台） |
| 1984 | 第6屆中文歌曲擂台獎 -《飛躍舞臺》 |
| 1984 | 第8屆金唱片頒獎典禮 - 白金唱片（《赤色梅艷芳） |
| 1985 | 第3屆十大勁歌金曲頒奬典禮 - 金曲奬（壞女孩） - 最受歡迎女歌星 |
| 1985 | 十大勁歌金曲季選 - 金曲奬（夢幻的擁抱、蔓珠沙華、邁向新一天(李中浩合唱)、壞女孩）                                                                                               |
| 1985 | 第8屆十大中文金曲頒奬音樂會 - 金曲奬（蔓珠莎華） |
| 1985 | 第6屆中文歌曲擂台獎 -《梅艷芳》 |
| 1985 | 香港商業電台 - 最受歡迎女藝人 |
| 1985 | 第9屆金唱片頒獎典禮 - 白金唱片（《梅艷芳》、《飛躍舞台》） |
| 1986 | IFPI全年最佳銷量大碟《壞女孩》 |
| 1986 | 第4屆十大勁歌金曲頒奬典禮 - 金曲奬（夢伴、將冰山劈開） - 最受歡迎女歌星 |
| 1986 | 十大勁歌金曲季選 - 金曲奬（夢伴、妖女、將冰山劈開） |
| 1986 | 第9屆十大中文金曲頒奬音樂會 - 金曲奬（愛將） |
| 1986 | 第7屆中文歌曲擂台獎 -《壞女孩》 |
| 1986 | 香港商業電台 - 最受歡迎女藝人 |
| 1986 | 香港電台 - 十大最受歡迎人物 |
| 1987 | 第5屆十大勁歌金曲頒奬典禮 - 金曲奬（烈燄紅唇） - 最佳音樂錄影帶演出奬（似火探戈） - 最受歡迎女歌星                                                                              |
| 1987 | 十大勁歌金曲季選 - 金曲奬（似火探戈、裝飾的眼淚、烈焰紅唇） |
| 1987 | 第10屆十大中文金曲頒奬音樂會 - 金曲奬（烈燄紅唇） |
| 1987 | 香港商業電台 - 最受歡迎女藝人獎 |
| 1987 | 香港電台 - 十大最受歡迎人物 |
| 1988 | 第6屆十大勁歌金曲頒奬典禮 - 金曲奬（Stand By Me、胭脂扣） - 最受歡迎女歌星 - 最佳音樂錄影帶獎（夢裡共醉）                                                                       |
| 1988 | 十大勁歌金曲季選 - 金曲奬（胭脂扣、Stand By Me、夢裡共醉） |
| 1988 | 第11屆十大中文金曲頒獎音樂會 - 金曲獎（Stand By Me） |
| 1988 | 香港電台 - 十大最受歡迎人物 |
| 1988 | 第10屆金唱片頒獎典禮 - 白金唱片（《壞女孩》、《妖女》、《似火探戈》、《烈焰紅唇》、《百變梅艷芳87-88再展光華演唱會》）                                                          |
| 1989 | 第7屆十大勁歌金曲頒奬典禮 - 金曲獎（夕陽之歌） - 最受歡迎女歌星 - 金曲金獎（夕陽之歌）                                                                                          |
| 1989 | 十大勁歌金曲季選 - 金曲奬（淑女、黑夜的豹、夏日戀人、夕陽之歌、愛我便說愛我吧）                                                                                                 |
| 1989 | 第12屆十大中文金曲頒奬音樂會 - 金曲奬（淑女、夕陽之歌） - IFPI大獎 |
| 1989 | 香港電台 - 十大最受歡迎人物 |
| 1989 | 叱咤樂壇流行榜頒獎典禮 - 叱吒樂壇女歌手金獎 |
| 1989 | 香港藝術家年獎 - 歌唱家獎 |
| 1989 | 第8屆香港電影金像獎 - 最佳電影歌曲（胭脂扣） |
| 1989 | 第11屆金唱片頒獎典禮 - 白金唱片（《夢裡共醉》） |
| 1990 | 第8屆十大勁歌金曲頒奬典禮 - 金曲奬（心仍是冷） |
| 1990 | 十大勁歌金曲季選 - 金曲獎（封面女郎、心仍是冷（與倫永亮合唱）、耶利亞） |
| 1990 | 韓國十大最受歡迎外國女歌手-第五名 |
| 1990 | 香港電台80年代十大最受歡迎演藝紅人 |
| 1990 | 第11屆金唱片頒獎典禮 - 白金唱片（《淑女》、《In Brazil》） |
| 1991 | 叱咤樂壇流行榜頒奬典禮 - 叱吒樂壇女歌手銀獎 |
| 1991 | 第27屆金馬獎最佳電影歌曲（何日） |
| 1991 | 第10屆香港電影金像獎最佳電影歌曲（似是故人來） |
| 1992 | 第14屆十大中文金曲頒獎音樂會 - 鑽石偶像大獎 |
| 1992 | 第10屆十大勁歌金曲頒奬典禮 - 榮譽大獎 |
| 1994 | 香港最佳音樂選 - 最佳女歌手 - 最佳唱片（《是這樣的》） - 最佳歌曲（情歸何處）                                                                                                   |
| 1994 | 第1屆十大金彩虹演藝紅人獎 |
| 1994 | 第13屆香港電影金像獎最佳電影歌曲（女人心） |
| 1995 | 香港最佳音樂選 - 最佳女歌手 - 最佳現場演繹女歌手 |
| 1995 | 新加坡音樂頒獎禮 - 舞台至尊大獎 |
| 1996 | 香港最佳音樂選 - 最佳女歌手 |
| 1998 | 香港最佳音樂選 - 最佳女歌手 |
| 1998 | 香港電台廿載金曲十大最愛 - 〈似水流年〉 |
| 1998 | 第21屆十大中文金曲頒獎音樂會 - 金針奬 |
| 1999 | 香港最佳音樂選 - 最佳女歌手 - 最佳現場演繹女歌手 - 最突破風格歌曲（電話謀殺案） - 最佳新唱舊曲（長藤掛銅鈴）                                                                    |
| 1999 | 日本網上最受歡迎香港女藝人五甲 |
| 2000 | 香港最佳音樂選 - 最佳女歌手 - 最佳唱片（《I'm so happy》） - 最佳歌曲演繹（床阿!床）                                                                                            |
| 2001 | 香港最佳音樂選 - 最佳歌曲版本（芳華絕代亂世佳人lego ver）（與張國榮合唱） |
| 2001 | 第18屆十大勁歌金曲頒奬典禮 - 致敬大獎 |
| 2002 | 香港最佳音樂選 - 最佳女歌手 - 最佳唱片（《With》） - 最突破風格歌曲（路人甲乙）（與譚詠麟合唱） - 最佳歌曲演繹（路人甲乙）（與譚詠麟合唱） - 最佳歌曲版本（路人甲乙）（獨唱版） |
| 2002 | 第25屆十大中文金曲頒奬音樂會 - 最受歡迎卡拉OK合唱歌曲（相愛很難） - 金曲銀禧榮譽大獎                                                                                            |
| 2002 | 第4屆CCTV-MTV音樂盛典 - 港台音樂特殊貢獻獎 |
| 2002 | MTV風尚亞洲女歌手獎 |
| 2003 | 香港最佳音樂選 - 十年最佳女歌手 |
| 2003 | 第4屆中國金唱片獎 - 藝術成就獎（原"中國廣播文藝新歌采錄獎"，為國家政府獎） |
| 2003 | 中國原創歌曲獎頒獎禮 - 傑出成就獎（中國音樂界和唱片界的國家級音樂獎） |
| 2003 | 日本媒體評選 - 香港十大明星 |
| 2004 | IFPI最高銷量唱片（《Anita Classic Moment Live 2003》） |
| 2004 | IFPI十大最高銷量唱片（《Anita Classic Moment Live 、《梅。憶錄》） |
| 2004 | MTV亞洲大獎 - 啟發精神大奬 |
| 2004 | 第4屆百事音樂風雲榜頒獎盛典 - 突破渴望大獎 |
| 2010 | IFPI十大銷量廣東唱片（《Faithfully》） |
| 2010 | 華語金曲獎 - 華語樂壇30年30人 |
| 2013 | YesAsia華語音樂銷售榜2013，十大暢銷歌手 |
| 2014 | YesAsia華語音樂銷售榜2014，十大暢銷歌手 |
| 2015 | YesAsia華語音樂銷售榜2015，十大暢銷歌手 |
| 2016 | YesAsia華語音樂銷售榜2016，十大暢銷歌手 |
| 2018 | YesAsia華語音樂銷售榜2018，十大暢銷女歌手 |
| 2019 | YesAsia華語音樂銷售榜2019，十大暢銷女歌手 |
| 2021 | YesAsia華語音樂銷售榜2021，十大暢銷女歌手 |

## 電影獎項
| 年份 | 奬項                                                                                       |
| ---- | ------------------------------------------------------------------------------------------ |
| 1984 | 第4屆香港電影金像獎 - 獲獎最佳女配角 《緣份》                                              |
| 1987 | 第24屆金馬獎 - 獲獎最佳女主角 《 胭脂扣》                                                  |
| 1988 | 第1屆金龍獎 - 獲獎最佳女主角 《胭脂扣》                                                    |
| 1989 | 第8屆香港電影金像獎 - 獲獎最佳女主角 《胭脂扣》                                            |
| 1991 | 第28屆台灣電影金馬獎 - 獲提名最佳女主角 《何日君再来》                                     |
| 1992 | 第11屆香港電影金像獎 - 獲提名最佳女主角 《何日君再来》                                     |
| 1993 | 第12屆香港電影金像獎 - 獲提名最佳女主角 《審死官》                                         |
| 1996 | 第15屆香港電影金像獎 - 獲提名最佳女主角 《紅番區》                                         |
| 1998 | 第17屆香港電影金像獎 - 獲獎最佳女配角《半生緣》                                            |
| 1998 | 第3屆金紫荊獎 - 獲獎最佳女配角《半生緣》                                                   |
| 2001 | 明報第2屆演藝動力大獎頒獎禮 - 獲獎最突出電影女演員《鍾無艷》                               |
| 2001 | 第38屆台灣電影金馬獎 - 獲提名最佳女主角 《慌心假期》                                       |
| 2002 | 第2屆華語電影傳媒大獎 - 獲獎最佳女主角《男人四十》                                         |
| 2002 | 第6屆長春電影節 - 獲獎最佳女主角《男人四十》                                               |
| 2002 | 第7屆金紫荊獎 - 獲提名最佳女主角《慌心假期》                                               |
| 2002 | 第21屆香港電影金像獎 - 獲提名最佳女主角《男人四十》                                        |
| 2002 | 第39屆台灣電影金馬獎 - 獲提名最佳女主角《男人四十》                                        |
| 2002 | 第8屆香港電影金紫荊獎 - 獲提名最佳女主角《男人四十》                                       |
| 2004 | 第24屆香港電影金像獎 - 獲獎演藝光輝永恆大奬                                                |
| 2005 | 中國百大影星光耀百年 - 獲獎百年影星獎（中國電影表演藝術學會評選"中國電影百年百位優秀演員") |
| 2005 | 第5屆華語電影傳媒大獎 - 獲獎百大演員獎                                                     |
| 2005 | 第25屆香港電影金像獎 - 獲獎銀禧影后                                                        |
| 2005 | UA院線全港最高票房電影頒獎典禮1985-2005 - 20年最高票房女演員第3位                          |
| 2005 | 國際權威《時代》雜誌評選全球史上百部最佳電影《醉拳2》                                      |
| 2005 | 中國電影百年百部名片《胭脂扣》                                                             |

## 其他榮譽/獎項
| 年份 | 獎項                                                                                        |
| ---- | ------------------------------------------------------------------------------------------- |
| 1988 | 韓國漢城奧運前奏音樂會紀念獎牌                                                              |
| 1988 | 上海電台評選為“當代中國十大歌星”                                                            |
| 1992 | 美國三藩市定下4月18日為梅艷芳日                                                             |
| 1993 | 十大最佳衣著人士                                                                            |
| 1993 | 加拿大多倫多定下10月23日為梅艷芳日                                                          |
| 2002 | 獲美國加州州長頒發「傑出慈善藝人」榮譽                                                      |
| 2002 | 美國奧克蘭市定下6月23日為梅艷芳日                                                           |
| 2003 | 抗SARS傑出獎選舉 - "非醫護科技人員組"第五傑出獎                                             |
| 2003 | 明報周刊 - 演藝動力"致敬大獎"                                                               |
| 2004 | 搜狐網站2003年度十大新聞評選 - 娛樂界十大年度人物                                           |
| 2004 | 『星光大道』揭幕典禮 - 香港尖沙咀海濱長廊留名                                               |
| 2004 | 第四屆百事音樂風云榜頒獎盛典“突破渴望大獎”                                                  |
| 2004 | MTV亞洲大獎“啟發精神大獎”（楊紫瓊代領）                                                     |
| 2005 | 香港杜莎夫人蠟像館 -【梅艷芳蠟像】揭幕                                                      |
| 2005 | 香港首次發行《梅艷芳纪念邮票》（面值5元）                                                   |
| 2007 | 新浪粤港十年網娛盛典 - 最懷念明星獎                                                         |
| 2009 | 網易60年中國風尚影響力女性 - 最终60位候選人                                                 |
| 2009 | “世界紀錄協會”評選，梅艷芳以全球個人演唱會總計292場紀錄//當選“全球華人個人演唱會最多女歌手” |
| 2018 | 楊光宇先生以梅艷芳（Muiyimfong）命名55384號小行星表揚梅艷芳為粵語流行音樂做出了巨大貢獻     |
| 2019 | 第2屆马来西亚女人行表揚會2019，大會特別頒發“個人榮譽獎”                                     |

## 相關影視形象

### 電視
- 《金像獎歌曲頒獎典禮1986》，由吳君如扮演梅菜芳，模仿梅艷芳。
- 《金像獎歌曲頒獎典禮1987》，由江欣燕扮演梅菜芳，模仿梅艷芳。
- 《金像獎歌曲頒獎典禮1988》，由李麗蕊扮演梅菜芳，模仿梅艷芳。
- 《樂壇插班生》：1997年電視劇，由江欣燕飾演利麗珊，影射梅艷芳。
- 《難兄難弟之神探李奇》：1998年電視劇，由潘曉彤飾演吳艷芳，影射梅艷芳。
- 《美麗傳說2星願》：2005年電視劇，由陳煒飾演雷劍芳，影射梅艷芳。
- 《梅艷芳菲》：2007年電視劇，由陳煒飾演方妍梅，影射梅艷芳。
- 《荃加福祿壽》：2010年綜藝節目，由江欣燕模仿梅艷芳。
- 《Sunday扮嘢王》：2014年綜藝節目，由楊詩敏扮演梅艷芳。

### 電影
- 《朝花夕拾芳華絕代 拾芳》：2019年電影，由江欣燕聲音演出梅艷芳。
- 《梅艷芳》：2021年電影，由王丹妮飾演梅艷芳。

## 演唱會
| 日期                                          | 演唱會                                     | 場數    | 場地 |
| --------------------------------------------- | ------------------------------------------ | ------- | --- |
| 1985年6月14-28日                              | 《金花干邑梅艷芳海洋皇宫演唱會》           | 15      | 香港海洋皇宫大酒樓夜總會（酒樓已於2005年4月17日結業） |
| 1985年12月31日至1986年1月14日                 | 《梅艷芳盡顯光華 泰林獻給你梅艷芳演唱會》  | 15      | 香港紅磡體育館 |
| 1986年                                        | 《世界巡迴演唱會》                         | 30      | 世界各地 |
| 1987年12月24日至1988年1月15日-1月19日至23日   | 《Konica獨家贊助 百變梅艷芳再展光華》      | 28      | 香港紅磡體育館 |
| 1990年7月20至8月18日                          | 《花王百變梅艷芳夏日耀光華》               | 30      | 香港紅磡體育館 |
| 1991年12月23日至1992年1月5日、8-17日、21-27日 | 《KOOL百變梅艷芳告別舞台演唱會》           | 30      | 香港紅磡體育館 |
| 1994年                                        | 《情歸何處II梅艷芳感激歌迷演唱會》         | 1       | 伊利沙伯體育館 |
| 1995年                                        | 《恆生梅艷芳一個美麗的迴響演唱會》         | 15      | 香港紅磡體育館 |
| 1995年                                        | 《公益金梅艷芳友好演唱會》                 | 1       | 香港紅磡體育館 |
| 1997年                                        | 《1997芳蹤乍現台北演唱實錄》               | 1       | 台北1997年歌友會（限定女性觀衆才能入場） |
| 1998年                                        | 《黃霑、顧嘉煇真友情演唱會》               | 1       | 香港紅磡體育館（以嘉賓身份出席） |
| 1999年                                        | 《Manhattan百變梅艷芳演唱會1999》          | 7       | 香港紅磡體育館 |
| 1999年                                        | 《EdeS Spa百變梅艷芳演唱會99延續篇》       | 4       | 香港紅磡體育館 |
| 2001年                                        | 《Manhattan梅艷芳 mui music show》         | 1       | 香港會議展覽中心 |
| 2002年                                        | 《Jumbo Vacation Club梅艷芳極夢幻演唱會》  | 10      | 香港紅磡體育館 |
| 2003年                                        | 《Manhattan梅艷芳經典金曲演唱會》          | 8       | 香港紅磡體育館 |
| 1987年 - 2003年                               | 其餘世界巡迴演唱會                         | 96      | 世界各地（美國拉斯維加斯、洛杉磯、大西洋城、舊金山、西雅圖、奧克蘭、雷諾、加拿大多倫多、溫哥華、澳洲雪梨、歐洲法國巴黎、荷蘭、英國倫敦、德國法蘭克福、新加坡、馬來西亞吉隆坡、怡保、柔佛州新山、檳城、沙巴、雲頂、台灣台北、高雄、台中、澳門、中國上海、廣州、佛山、番禺、中山） |
| 1985年 - 2003年                               | 全球華人女歌手中演唱會場次的最高紀錄保持者 | 共計292 | 世界各地 |